# Ignacio Allende
Ignacio Allende (teljes nevén Ignacio José de Allende y Unzaga, San Miguel el Grande, 1769. január 21. – Chihuahua, 1811. június 26.) mexikói függetlenségi harcos volt.

## Élete
A ma Guanajuato államban található San Miguel el Grande városában született, melyet később az ő emlékére neveztek el San Miguel de Allendének. A spanyol családból származó ifjú (szülei Domingo Narciso de Allende és María Unzaga voltak) a katonai pályát választotta, a Félix María Calleja parancsnoksága alatt működő seregben folyamatosan lépdelt felfelé a ranglétrán, 1806-ban már kapitány volt. Innentől kezdve azonban egyre inkább spanyolellenes, függetlenségpárti érzelmek kerítették hatalmukba.
1802-ben házasodott meg: María de la Luz Agustina de las Fuentest vette feleségül, az asszony azonban alig hat hónappal később elhunyt.
1809-ben részt vett a valladolidi összeesküvésben, mely azonban lelepleződött és több résztvevőjét letartóztatták. Allende szabadon maradt és egy évvel később folytatta a titkos szervezkedést: ezúttal Santiago de Querétaro városában lépett be az összeesküvők közé. Miguel Hidalgo y Costillával megegyeztek, hogy a függetlenségi felkelést október 1-jén robbantják ki. De mivel szeptember elején ezt az összeesküvést is leleplezték, Allende, Hidalgo és társaik Dolores városába mentek, ahol a tervezett idő előtt, 1810. szeptember 16-án elhangzott a híres doloresi kiáltás (Grito de Dolores), mellyel megkezdődött a függetlenségi harc. A felkelés vezére a megfontoltabb Allende helyett az elszántabb Hidalgo lett.
A felkelők először San Miguelbe, majd Celayába vonultak, ahol Allende már 40 000 fős sereget tudott összegyűjteni. Szeptember 22-én altábornaggyá nevezték ki. Innen Guanajuato városába mentek, ahol szeptember 28-án bevették a királypártiak fő erősségét, az Alhóndiga de Granaditast. A győzelem után, 80 ezres seregük élén úton Mexikóváros felé, Acámbaro mellett Hidalgót főtábornokká (generalísimo), Allendét capitán generallá választották.
A győztes Monte de las Cruces-i csata után a sereg tovább vonult Mexikóváros felé, de néhány kilométerre onnan Hidalgo javaslatára megálltak. Allende ragaszkodott volna a főváros megtámadásához, de erre végül nem került sor, sőt, Aculcónál Félix María Calleja csapatai vereséget is mértek a felkelőkre.
Ezután Allende elvált Hidalgótól, Guanajuatóba vonult, ahol védelemre rendezkedett be. Itt ágyúkat öntetett, fegyvereket és lőport gyártatott, valamint segítségért folyamodott Hidalgóhoz (aki akkor Valladolidban volt), a Guadalajarát elfoglaló José Antonio Torreshez és a San Luis Potosí-i Rafael Iriartéhez. Ez utóbbi segített volna, de királypárti rajtaütések megakadályozták ebben, így Calleja csapatai el tudták foglalni a segítség nélkül maradt várost. Allende Guadalajarába vonult és innentől kezdve már csak a hadsereg megszervezésével foglalkozott, politikával a Hidalgóval szemben fennálló ellentétei miatt nem.
Bár a Puente de Calderón-i csatában Allende, Juan Aldama és Mariano Abasolo csapatai hősiesen helytálltak, háromszor is visszaverték Manuel Flon seregét és kétszer is Calleja hátába kerültek, mégis vereséget szenvedtek, főleg a spanyolok katonai szakértelme és a felkelők egyik lőszeres kocsijának felrobbanása miatt. A vereség után Allende reményvesztetten indult Zacatecas irányába, hogy újra egyesüljön Hidalgóval. Az ellentétek azonban egyre éleződtek köztük, Hidalgo szóban le is mondott rangjáról és helyét Allende vette át. Ő úgy rendelkezett, Saltillo irányába vonuljanak vissza.
1811. március 16-án a felkelők juntája Ignacio López Rayónt választotta vezetőül és úgy döntöttek, a sereg két részre válik: Rayón Michoacán felé, Allendéék az Amerikai Egyesült Államok irányába vonulnak tovább. Március 21-én azonban Acatita de Bajánnál Ignacio Elizondo foglyul ejtette a függetlenségi harc vezéreit: Hidalgót, Aldamát, Jiménezt és Allendét. A túlerővel szemben csak Allende próbálkozott ellenállással: rálőtt Elizondóra, de nem találta el. Annak katonái viszont visszalőttek és halálra sebezték Allende kisfiát, Indaleciót.
A foglyokat Monclovába, majd Chihuahuába szállították, ahol május 6-án per indult ellenük. Társaival együtt halálra ítélték: június 26-án a kivégzés meg is történt. Levágott fejét később a guanajuatói Alhóndiga de Granaditasban elrettentésül kifüggesztették és csak 1821-ben távolították el onnan. Földi maradványait később áthelyezték a mexikóvárosi Függetlenség-emlékmű alá.